# 小行星4041
小行星4041（英語：4041 Miyamotoyohko）是一颗围绕太阳公转的小行星。1988年2月19日，小島卓雄在千代田发现了此天体。
这颗小行星的绝对星等为157.7400589358505等。